# East Grinstead Town FC
East Grinstead Town FC (celým názvem: East Grinstead Town Football Club) je anglický fotbalový klub, který sídlí ve městě East Grinstead v nemetropolitním hrabství West Sussex. Založen byl v roce 1890 pod názvem East Grinstead FC. Od sezóny 2018/19 hraje v Isthmian League South East Division (8. nejvyšší soutěž). Klubové barvy jsou zlatá a černá.
Své domácí zápasy odehrává na stadionu East Court s kapacitou 3 000 diváků.

## Historické názvy
Zdroj: 
- 1890 – East Grinstead FC (East Grinstead Football Club)
- 1997 – East Grinstead Town FC (East Grinstead Town Football Club)

## Úspěchy v domácích pohárech
Zdroj: 
- FA Cup
  - 2. předkolo: 1947/48, 1950/51, 1971/72
- FA Trophy
  - 1. předkolo: 2015/16, 2016/17
- FA Vase
  - 3. kolo: 1974/75

## Umístění v jednotlivých sezonách
Stručný přehled
Zdroj: 
- 1920–1922: Sussex County League
- 1924–1926: Sussex County League
- 1937–1939: Sussex County League
- 1945–1946: Sussex County League (Eastern Section)
- 1946–1952: Sussex County League
- 1952–1979: Sussex County League (Division One)
- 1979–1989: Sussex County League (Division Two)
- 1989–1991: Sussex County League (Division Three)
- 1991–1993: Sussex County League (Division Two)
- 1993–1995: Sussex County League (Division One)
- 1995–2003: Sussex County League (Division Two)
- 2003–2005: Sussex County League (Division One)
- 2005–2008: Sussex County League (Division Two)
- 2008–2014: Sussex County League (Division One)
- 2014–2018: Isthmian League (Division One South)
- 2018– : Isthmian League (South East Division)

Jednotlivé ročníky
Zdroj: 
Legenda: Z – zápasy, V – výhry, R – remízy, P – porážky, VG – vstřelené góly, OG – obdržené góly, +/- – rozdíl skóre, B – body, červené podbarvení – sestup, zelené podbarvení – postup, fialové podbarvení – reorganizace, změna skupiny či soutěže
| Sezóny  | Liga                                  | Úroveň | Z  | V  | R | P  | VG | OG  | +/- | B  | Pozice |
| ------- | ------------------------------------- | ------ | -- | -- | - | -- | -- | --- | --- | -- | ------ |
| 2009/10 | Sussex County League (Division One)   | 9      | 38 | 11 | 7 | 20 | 62 | 74  | -12 | 40 | 15.    |
| 2010/11 | Sussex County League (Division One)   | 9      | 38 | 20 | 6 | 12 | 88 | 50  | +38 | 66 | 7.     |
| 2011/12 | Sussex County League (Division One)   | 9      | 38 | 17 | 4 | 17 | 71 | 77  | -6  | 55 | 9.     |
| 2012/13 | Sussex County League (Division One)   | 9      | 42 | 21 | 6 | 15 | 97 | 65  | +32 | 69 | 8.     |
| 2013/14 | Sussex County League (Division One)   | 9      | 38 | 24 | 7 | 7  | 84 | 39  | +45 | 79 | 2.     |
| 2014/15 | Isthmian League (Division One South)  | 8      | 46 | 13 | 6 | 27 | 55 | 94  | -39 | 45 | 22.    |
| 2015/16 | Isthmian League (Division One South)  | 8      | 46 | 12 | 7 | 27 | 55 | 84  | -29 | 43 | 20.    |
| 2016/17 | Isthmian League (Division One South)  | 8      | 46 | 14 | 5 | 27 | 82 | 121 | -39 | 47 | 18.    |
| 2017/18 | Isthmian League (Division One South)  | 8      | 46 | 9  | 9 | 28 | 63 | 128 | -65 | 36 | 22.    |
| 2018/19 | Isthmian League (South East Division) | 8      | 38 |    |   |    |    |     |     |    |        |